# Vương Kế Bằng
Vương Kế Bằng (giản thể: 王继鹏; phồn thể: 王繼鵬; bính âm: Wáng Jìpéng, ?- 29 tháng 8, 939), dùng tên Vương Sưởng (王昶) từ năm 935 đến năm 939, gọi theo thụy hiệu là Mân Khang Tông, là một hoàng đế của nước Mân thời Ngũ Đại Thập Quốc. Ông tập vị hoàng đế sau khi cha Vương Diên Quân bị sát hại. Vương Kế Bằng cũng bị sát hại trong một cuộc binh biến do hoàng thúc Vương Diên Hy tiến hành.

## Bối cảnh
Sử tịch ghi rằng Vương Kế Bằng là trưởng tử của Vương Diên Quân, song bia mộ nguyên thê của Vương Diên Quân là phu nhân Lưu Hoa thì cho thấy rằng Vương Kế Bằng là thứ tử của Vương Diên Quân, Vương Kế Nghiêm (王繼嚴) là huynh trưởng và hai đệ (lúc Lưu Hoa qua đời vào năm 930) là Vương Kế Thao (王繼韜), và Vương Kế Cung (王繼恭). (Thập Quốc Xuân Thu thì liệt kê một người đệ khác là Vương Kế Dung (王繼鎔). Vương Kế Bằng kết hôn với Lý thị- cũng là hậu duệ của Vương Thẩm Tri, cha của bà là Đồng bình chương sự Lý Mẫn (李敏).

## Thời phụ thân trị vì
Năm 926, bá của Vương Kế Bằng là Vương Diên Hàn trở thành quân chủ của Mân, đến tháng 1 năm 927, Vương Diên Quân cùng Vương Diên Bẩm liên kết lật đổ Vương Diên Hàn. Vương Diên Quân trở thành người cai trị mới của Mân, tự xưng là Uy Vũ lưu hậu. Vương Diên Quân được Hậu Đường Minh Tông Lý Tự Nguyên phong tước Mân vương vào năm 928,
Vương Diên Quân thích thuật thần tiên, đạo sĩ Trần Thủ Nguyên (陳守元) xưng rằng nhận được mệnh của Bảo Hoàng và nói với Vương Diên Quân rằng nếu có thể 'tị vị thụ đạo' thì có thể làm Thiên tử 60 năm. Diên Quân tin theo, ngày Bính Tý (23) tháng 12 năm Tân Mão (2 tháng 2 năm 932), mệnh Tiết độ phó sứ Vương Kế Bằng nắm quyền cai quản quân phủ sự, còn bản thân trở thành một đạo sĩ. Ngày Giáp Thìn (22) tháng 3 năm Nhâm Thìn (30 tháng 4 năm 932), Vương Diên Quân phục vị.
Sang năm Quý Tị (933), Vương Diên Quân xưng là Đại Mân hoàng đế, cải danh Vương Lân. Vương Lân bổ nhiệm Vương Kế Bằng làm hữu bộc xạ, trung thư thị lang, đồng bình chương sự. Sang tháng 4 ÂL, Vương Lân lập Vương Kế Bằng làm Phúc vương, cho đảm nhiệm thêm chức Bảo Hoàng cung sứ. Ngày Canh Thìn (5) tháng 5 (31 tháng 5), Mân xảy ra động đất, Vương Lân lại 'tị vị tu đạo', mệnh Phúc vương Vương Kế Bằng tạm quyền cai quản quốc sự, đến ngày Mậu Tý (14) tháng 7 (7 tháng 8) thì phục vị.
Sau khi Vương Kế Bằng được lập làm Phúc vương, Vương Lân bổ nhiệm Diệp Kiều giúp đỡ cho ông. Diệp Kiều là người bác học, có khí chất thẳng thắn, Vương Kế Bằng đối đãi theo lễ sư phụ.
Tháng giêng năm Giáp Ngọ (934), tướng Ngô Tương Diên Huy (蔣延徽) đem quân đến bao vây thành Kiến châu của Mân. Vương Lân khiển Thượng quân Trương Ngạn Nhu (張彥柔) và Phiêu kị đại tướng quân Vương Diên Tông (王延宗) đem vạn binh cứu Kiến châu. Tuy nhiên, trên đường đi, sĩ tốt không tiến nữa, nói rằng nếu không bắt được Xu mật sứ hủ bại tàn ác Tiết Văn Kiệt thì sẽ không thể đánh địch. Khi tin tức đến kinh thành Trường Lạc, Vương Kế Bằng và Hoàng thái hậu thuyết phục Vương Lân giao Tiết Văn Kiệt. Khi Vương Lân chưa thể quyết định, Vương Kế Bằng cho phục kích và bắt giữ Tiết Văn Kiệt, giải người này đến chỗ các binh sĩ. Các binh sĩ ăn thịt Tiết Văn Kiệt, sau đó tiến về Kiến châu, quân Ngô triệt thoái.
Năm 935, Vương Kế Bằng thư thông với cung nhân Lý Xuân Yến, ông thỉnh mẹ kế là Hoàng hậu Trần Kim Phượng, Trần hậu xin Vương Lân ban Lý Xuân Yến cho Vương Kế Bằng, Vương Lân chấp thuận song không hài lòng. Đệ của Vương Kế Bằng là Vương Kế Thao giận dữ và âm mưu sát hại Vương Kế Bằng.
Những năm cuối đời, Vương Lân bị trúng phong, Trần hoàng hậu tư thông với Quy Thủ Minh (歸守明) và Bách công viện sứ Lý Khả Ân (李可殷). Lý Khả Ân thường vu cáo Phòng thành sứ Lý Phỏng (李仿) trước Vương Lân, trong khi người trong tộc của Trần hoàng hậu là Trần Khuông Thắng (陳匡勝) thì vô lễ với Vương Kế Bằng, do vậy cả Lý Phảng và Vương Kế Bằng đều hận. Khi Vương Lân bị bệnh càng nặng, Vương Kế Bằng cảm thấy vui mừng (vì sắp được kế vị). Lý Phảng thì tin rằng Vương Lân sẽ không thể hồi phục, do vậy vào ngày Kỉ Mão (18) tháng 10 năm Ất Mùi (16 tháng 11 năm 935) cho tráng sĩ giết chết Lý Khả Ân. Tuy nhiên, đến ngày Canh Thìn hôm sau, khi bệnh tình của Vương Lân giảm bớt, Trần hoàng hậu tấu về sự việc. Lý Phỏng lo sợ, dẫn bộ binh tiến vào cung đâm trọng thương Vương Lân, cung nhân không muốn ông phải chịu khổ nên giết ông. Lý Phỏng và Vương Kế Bằng sau đó giết Trần hoàng hậu, Trần Thủ Ân (陳守恩), Trần Khuông Thắng, Quy Thủ Minh và Vương Kế Thao. Đến ngày Tân Tị (20) cùng tháng (18 tháng 11), Vương Kế Bằng tuyên bố rằng Hoàng thái hậu lệnh cho ông giám quốc, Vương Kế Bằng tức hoàng đế vị trong ngày. Ông đổi tên thành Sưởng.

## Trị vì
Sau khi đăng cơ, Vương Sưởng tự xưng là quyền tiết độ sứ, khiển sứ phụng biểu cho Hoàng đế Hậu Đường Lý Tòng Kha, trong nước thì ban bố đại xá và lập Lý Xuân Yến làm hiền phi.
Lý Phỏng sau đó chuyên chế triều chính, ngầm nuôi tử sĩ, Vương Sưởng cùng với Củng Thần chỉ huy sứ Lý Diên Hạo (李延皓) và một số triều thần khác lên kế hoạch diệt trừ. Lý Diên Hạo trá cha trợ cho Lý Phỏng, Lý Phỏng tiếp đãi và không nghi ngờ. Ngày Nhâm Tý (21) tháng 11 (19 tháng 12), khi Lý Phỏng nhập triều, Vương Sưởng và Lý Diên Hạo cho vài trăm vệ sĩ phục trong nội điện và chặt đầu Lý Phỏng, treo đầu ở cổng triều. Người của Lý Phỏng có hơn một nghìn, tiến công Ứng Thiên môn, không chiếm được, họ lại tiến công Khải Thánh môn, đoạt thủ cấp của Lý Phỏng và chạy sang Ngô Việt. Vương Sưởng ra chiếu cáo dụ rằng Lý Phỏng phạm tội giết vua và giết Vương Kế Thao. Vương Kế Bằng cho Kiến vương Vương Kế Nghiêm quyền phán Lục quân chư vệ, cho Diệp Kiều làm Nội tuyên huy sứ, tham gia chính sự. Tuy nhiên Vương Sưởng sau lại trở nên kiêu ngạo, không cùng Diệp Kiều nghị quốc sự. Sau khi Diệp Kiều cố gắng chỉnh huấn và bảo rằng ông quá sủng ái Lý Xuân Yến trong khi thờ ơ với Lương quốc phu nhân Lý thị, Vương Sưởng không nghe theo và lạnh nhạt với Diệp Kiều, sau đó buộc Diệp Kiều nghỉ hưu. Vương Sưởng tin tưởng Trần Thủ Nguyên, ban cho hiệu Thiên sư. Vương Sưởng cũng thảo luận tất cả quốc sự quan trọng với Trần Thủ Nguyên, do vậy nhiều người đến hối lộ Trần Thủ Nguyên để xin lợi lộc, cổng nhà Thủ Nguyên giống như là chợ.
Năm 936, Vương Sưởng lập Hiền phi Lý thị làm hoàng hậu, tôn hoàng thái hậu làm thái hoàng thái hậu.
Năm 937, Vương Sưởng cho xây dựng Tử Vi cung (紫微宮), dùng thủy tinh để trang trí, công sức xây dựng gấp mấy lần Bảo Hoàng cung. Vương Sưởng cũng sai người đến các châu để dò xét nhân dân. Sau khi có phương sĩ nói với ông rằng ban đêm có thấy bạch long ở Loa phong, Vương Sưởng cho xây Bạch Long tự. Đương thời, do xây dựng quá đà, ngân sách không đủ, do vậy Vương Sưởng bắt ép Lại bộ thị lang Thái Thủ Mông (蔡守蒙) bán chức quan lấy tiền mặc dù người này liêm khiết. Ông cũng ban chiếu lệnh cho những ai khai bớt tuổi (để tránh lao dịch) thì sẽ bị phạt đánh trượng vào lưng, những ai giấu khẩu sẽ bị giết, ai chạy chốn để tránh hình phạt thì sẽ giết cả tộc người đó. Rau quả lợn gà đều bị đánh thuế nặng.
Đến tháng 10 ÂL, Vương Sưởng mệnh kì đệ Uy Vũ tiết độ sứ Vương Kế Cung thượng biểu thông báo việc tự vị cho Hậu Tấn Cao Tổ Thạch Kính Đường, đồng thời thỉnh được lập 'để' tại kinh thành Khai Phong của Hậu Tấn. Ngày Bính Ngọ (3) tháng 11 năm Mậu Tuất (27 tháng 11 năm 938), Hậu Tấn Cao Tổ phong Vương Sưởng làm Mân quốc vương, cho Tả tán kị thường thị Lô Tổn (盧損) làm sách lễ sứ, thưởng "giả bào" (áo đỏ) cho Vương Sưởng. Ngày Mậu Thân (5), Hậu Tấn Cao Tổ phong Vương Kế Cung làm Lâm Hải quận vương. Khi Vương Sưởng hay tin, ông khiển tiến tấu quan Lâm Ân (林恩) đi giải thích với Hậu Tấn rằng ông đã kế tập đế hiệu, do vậy không tiếp nhận sách mệnh và sứ giả. Đến khi Lô Tổn đến Phúc châu vào tháng 2 ÂL năm Kỉ Hợi (939), Vương Sưởng xưng bệnh không gặp, mệnh Vương Kế Cung làm chủ việc tiếp đón Lô Tổn. Sau đó, Vương Kế Bằng khiển Lễ bộ viên ngoại lang Trịnh Nguyên Bật (鄭元弼) phụng biểu của Vương Kế Cung theo Lô Tổn nhập cống Hậu Tấn.
Vương Sưởng ghen ghét với tài danh của các thúc phụ là cưụ Kiến châu thứ sử Vương Diên Vũ (王延武) và Hộ bộ thượng thư Vương Diên Vọng (王延旺). Vu giả Lâm Hưng (林興) vốn có oán với Vương Diên Vũ, vào năm 939 người này bẩm với Vương Sưởng rằng quỷ thần nói Vương Diên Vũ và Vương Diên Vọng sẽ làm biến. Vương Sưởng không điều tra lại, liền cho tráng sĩ đến phủ đệ giết họ cùng 5 người con trai. Tin vào lời Trần Thủ Nguyên, Vương Kế Bằng cho xây dựng Tam Thanh điện trong cung cấm, dùng vài nghìn cân vàng để đúc tượng Bảo Hoàng đại đế, Thiên Tôn, Lão Quân; đốt hương cúng tế; cầu thần đan. Chính sự lớn nhỏ đều được giao cho Lâm Hưng "truyền" quyết định của Bảo Hoàng. Kiến vương Vương Kế Nghiêm được lòng binh sĩ, Vương Sưởng lo sợ nên đến tháng 6 ÂL thì bãi binh quyền của Vương Kế Nghiêm, đổi tên người này thành Kế Dụ (繼裕), cho Vương Kế Dung thay thế. Phát giác ra Lâm Hưng lừa gạt mình, ngày Ất Mùi (25) cùng tháng (14 tháng 7), Vương Sưởng bắt người này đến sống ở Trường Xuân cung.
Ngày Ất Tị (6) tháng 7 (24 tháng 7), Bắc cung của Mân bị hỏa hoạn thiêu hủy.
Trong khi đó, hai đạo quân tinh nhuệ bảo vệ cung điện là Củng Thần (拱宸) và Án Hạc (按鶴) vốn do Vương Lân lập ra. Tuy nhiên, sau khi Vương Sưởng trở thành hoàng đế, ông lại mộ 2.000 tráng sĩ để lập ra đội quân phúc tâm, có hiệu là Thần Vệ (宸衛), lộc thưởng đều nhiều hơn so với hai đội quân kia. Có người nói rằng binh sĩ Củng Thần và Án Hạc oán và muốn làm loạn, do vậy Vương Sưởng định phân họ đến đồn trú tại Chương châu và Tuyền châu, khiến họ càng thêm giận dữ. Vương Sưởng cũng thích uống rượu vào ban đêm, ép quần thần uống, lệnh cho thân tín dò xét sơ suất của họ; tụng đệ của Vương Sưởng là Vương Kế Long do uống rượu say nên thất lễ và bị xử trảm. Việc Vương Sưởng diệt trừ thành viên tông thất khiến họ sợ hãi và tức giận, thúc phụ của ông là Tả bộc xạ-Đồng bình chương sự Vương Diên Hy giả vờ bị điên để tránh họa, Vương Sưởng ban cho trang phục của đạo sĩ, đưa đến Vũ Di Sơn, chẳng bao lâu sau thì cho đưa về tư đệ giam cầm. Vương Sưởng nhiều lần hà hiếp quân sứ của Củng Thần và Án Hạc là Chu Văn Tiến và Liên Trọng Ngộ, khiến hai người này oán giận. Sau khi Bắc cung bị hỏa hoạn, còn kẻ phá hoại thì không bắt được, Vương Sưởng mệnh Liên Trọng Ngộ đưa binh lính đi quét dọn tro tàn, mỗi ngày có đến vạn người phải lao dịch, sĩ tốt hết sức khổ sở. Vương Sưởng nghi ngờ Liên Trọng Ngộ là người mưu phóng hỏa và dự định diệt trừ người này, Nội học sĩ Trần Đàm (陳郯) bí mật thông báo sự việc cho Liên Trọng Ngộ.
Đêm ngày Tân Tị (12) tháng 7 nhuận (29 tháng 8), Liên Trọng Ngộ dẫn theo binh sĩ Củng Thần và Án Hạc tấn công vào Trường Xuân cung (長春宮) do Vương Sưởng đang ở đó, cho người đến nghênh Vương Diên Hy làm hoàng đế. Các đạo quân khác cùng tham gia chống Vương Sưởng, riêng Thần Vệ thì kháng cự. Đến khi trời sáng, loạn binh tiến công quân Thần Vệ và đánh bại đội quân này, hơn nghìn người phụng Vương Sưởng và Lý hoàng hậu chạy về phía bắc. Tuy nhiên, khi họ đến Ngô Đồng lĩnh thì đám quân dần đào tán. Trong khi đó, Vương Diên Hy khiển cháu (biểu đệ của Vương Sưởng) là Vương Kế Nghiệp (王繼業) đem binh đuổi theo Vương Sưởng. Vương Sưởng vốn là người giỏi bắn cung, giương cung giết được một số địch, song ngày càng có nhiều lính đến, Vương Sưởng nhận ra rằng không thể thoát được nên quẳng cung đi. Vương Sưởng nói với Vương Kế Nghiệp: "tiết làm thần của Khanh ở đâu?" Vương Kế Nghiệp đáp: "Nếu quân không có quân đức, thần sao có thần tiết? Tân quân là thúc phụ, cựu quân thì là côn đệ của ta, ai thân hơn, ai xa hơn?" Vương Sưởng không nói lại, ông bị Vương Kế Nghiệp giải về kinh thành Trường Lạc. Tuy nhiên khi đến Đà Trang, Vương Kế Nghiệp chuốc rượu say Vương Sưởng rồi thắt cổ giết, Lý hoàng hậu cùng các hoàng tử và Vương Kế Cung cũng bị giết. Vương Diên Hy truy thụy cho ông là Thánh Thần Anh Duệ Văn Minh Quảng Vũ Ứng Đạo Đại Hoằng Hiếu Hoàng đế, truy miếu hiệu cho ông là Khang Tông.